# Nature Nanotechnology
Nature Nanotechnology (abreviatura Nature Nanotech.) és la revista científica més important dedicada a la nanociència i a la nanotecnologia. És publicada des de l'octubre del 2006 pel Nature Publishing Group. Té un factor d'impacte molt alt, 34,048 el 2014. Ocupa la 1a posició de qualitat de revistes dedicades a la nanociència i a la nanotecnologia en el rànquing SCImago.
Nature Nanotechnology és una revista multidisciplinària que publica articles d'alta qualitat i significació en totes les àrees de la nanociència i la nanotecnologia. La revista inclou la investigació sobre el disseny, caracterització i producció d'estructures, dispositius i sistemes que impliquen la manipulació i el control de materials i fenòmens a escales atòmiques, moleculars i macromoleculars.